# Halictoxenos viridulae
Halictoxenos viridulae är en insektsart som beskrevs av Pierce 1911. Halictoxenos viridulae ingår i släktet Halictoxenos och familjen stekelvridvingar. Inga underarter finns listade i Catalogue of Life.